# Шахта імені Д. Ф. Мельникова (футбольний клуб)
Футбольний клуб «Шахта імені Д. Ф. Мельникова» — український аматорський футбольний клуб з міста Лисичанськ Луганської області, заснований у 2011 році. Виступає у Чемпіонаті та Кубку Луганської області. Домашні матчі приймає на стадіоні «Шахтар».

## Історія
Футбольний клуб заснований у 2011 році.

## Досягнення

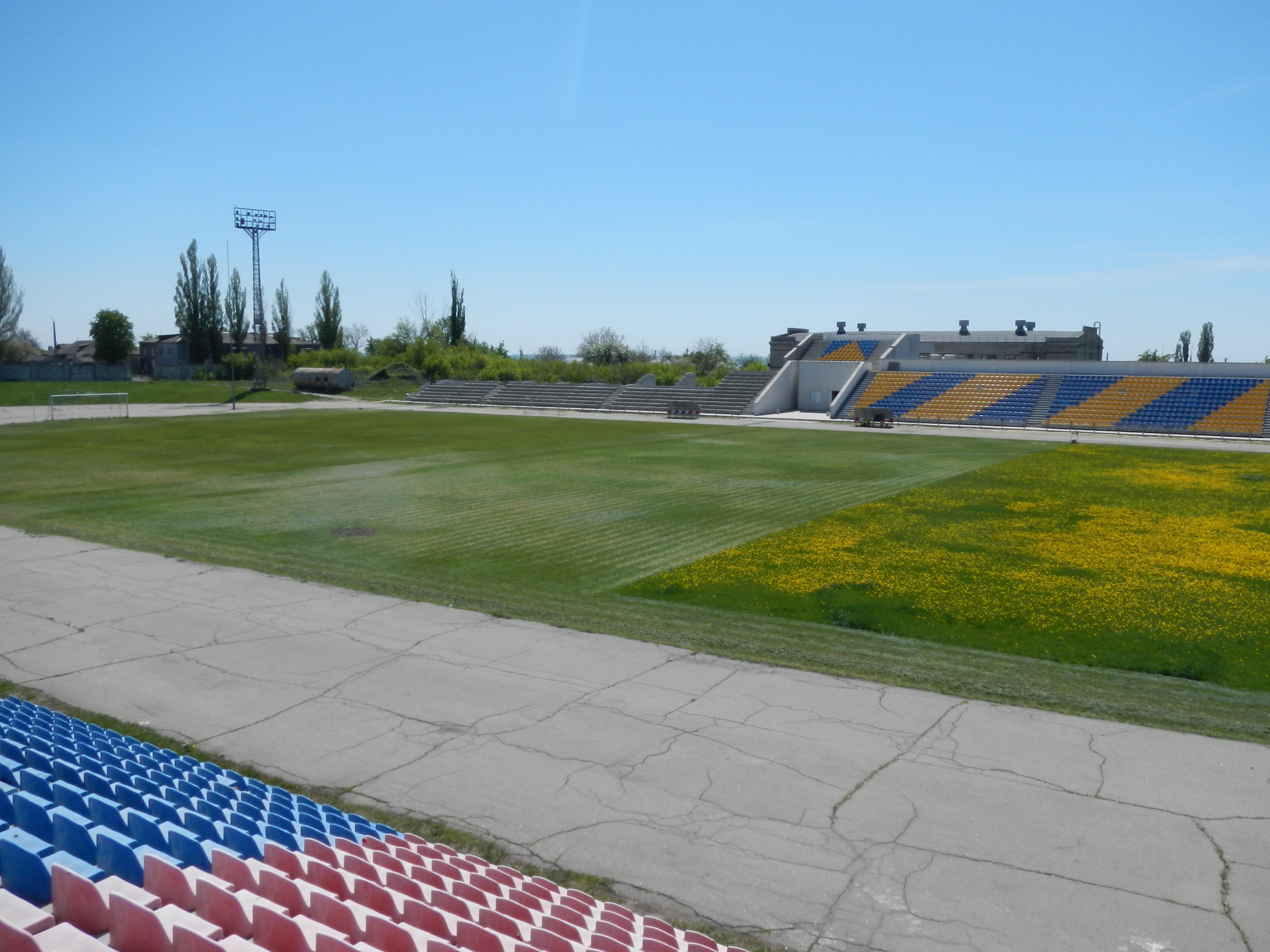
Стадіон «Шахтар»

- Чемпіонат Луганської області
  - Чемпіон: 2013, 2015, 2016
  - Срібний призер: 2018
  - Бронзовий призер: 2012, 2017
- Кубок Луганської області
  - Володар: 2016
  - Фіналіст: 2017, 2018.